# هذه الأمجاد الصغيرة (قصص قصيرة)
مجموعة هذه الأمجاد الصغيرة (بالإنجليزية: These Small Glories)‏ هي مجموعة قصص قصيرة للكاتب الأسترالي جون كليري. نشرت عام 1946.
كتبت خلال فترة الحرب العالمية الثانية.